# 1573 en littérature
| Années de la littérature : 1570 - 1571 - 1572 - 1573 - 1574 - 1575 - 1576    |
| Décennies de la littérature : 1540 - 1550 - 1560 - 1570 - 1580 - 1590 - 1600 |

Cet article présente les faits marquants de l'année 1573 en littérature.

## Événements
- 31 juillet : succès d’Aminta, pièce pastorale du Tasse jouée à la cour des Este à Ferrare par la troupe I Gelosi.

## Parutions
- Franco-Gallia, sive tractatus isagogicus de regimine regum Galliæ et de jure successionis, de François Hotman, est publié en latin à Genève. La traduction française par Simon Goulard parait à Cologne en 1574 sous le titre de La Gaule françoise[1]. François Hotman, dans son étude sur la souveraineté de la nation, s’oppose à l’absolutisme et prône une monarchie élective doublée d'un système représentatif[2]. Il s’inspire de l’histoire des Gaulois et des Francs et récuse l’origine troyenne de ces deux peuples[3].
- Le médecin Juif Azaria di Rossi publie à Mantoue le Meor Enayim (« Lumière de l’œil »), exploration de la Bible, du monde hellénistique et du Talmud à partir de toute la littérature du monde antique[4]. Son livre est interdit par les rabbins italiens et de Safed, pour être redécouvert au XVIIIe siècle par des érudits juifs[5].

### Fictions
- Publication d’Hippolyte, tragédie de Robert Garnier[6].
- Publication de La Famine, ou les Gabéonites, tragédie de Jean de La Taille de Bondaroy[7].
- Le poète Philippe Desportes publie chez Robert Estienne Les premières œuvres de Philippe Desportes (Les Amours de Diane, les Amours d’Hippolyte, Élégies)[8].
- Œuvres poétiques, de Pontus de Tyard publiées à Paris chez Galliot du Pré[9].
- A Sweet Nosgay , recueil de poèmes d'Isabella Whitney, publié à Londres par Richard Jones[10].

## Naissances
- 21 décembre : Mathurin Régnier, poète satirique français († 1613).

## Décès
- Juillet : Étienne Jodelle, poète et dramaturge français (né en 1532).
- 14 septembre : Claude Paradin Claude Paradin, auteur français de livres d'emblèmes (° vers 1510).